# Synagoge (Mödling)

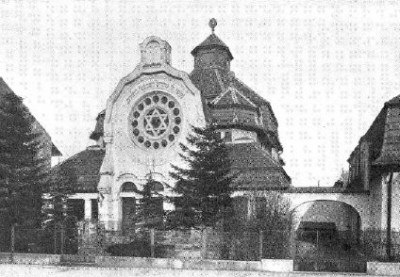
Ehemalige Synagoge

Die Synagoge in der niederösterreichischen Stadt Mödling wurde 1914 im Zentrum der Stadt errichtet und bei den Novemberpogromen 1938 niedergebrannt.

## Geschichte
Eine erste jüdische Gemeinde, die auch eine Synagoge hatte, gab es bereits im Mittelalter. Die Juden wurden 1420 im Rahmen der Wiener Gesera vertrieben und das Synagogengebäude ging in Privatbesitz über.
Erst nach 1830 entwickelte sich wieder eine jüdische Gemeinschaft in Mödling. 1888 wurde ein Grundstück für eine Synagoge erworben; der Bau durch den Architekten Ignaz Reiser begann 1912 und wurde nach zwei Jahren abgeschlossen; am 16. August 1914 fand die Einweihung statt.
Bereits kurz nach dem Anschluss Österreichs wurde im Mai 1938 die Inneneinrichtung verwüstet. Ein weiterer Anschlag fand im September statt, bei dem unter anderem alle Glasfenster zerstört wurden. In der Pogromnacht im November 1938 wurde die Synagoge angezündet. Die Ruine stand dann noch bis 1987, als sie abgerissen wurde.
Erhalten ist noch das eiserne Gittertor zum Synagogenvorplatz, es wurde nach dem Abriss von Schülern des Gymnasiums Untere Bachgasse gerettet und hängt seitdem dort in der Schule.
Heute steht am Platz der ehemaligen Synagoge ein Denkmal mit einer Mahntafel.

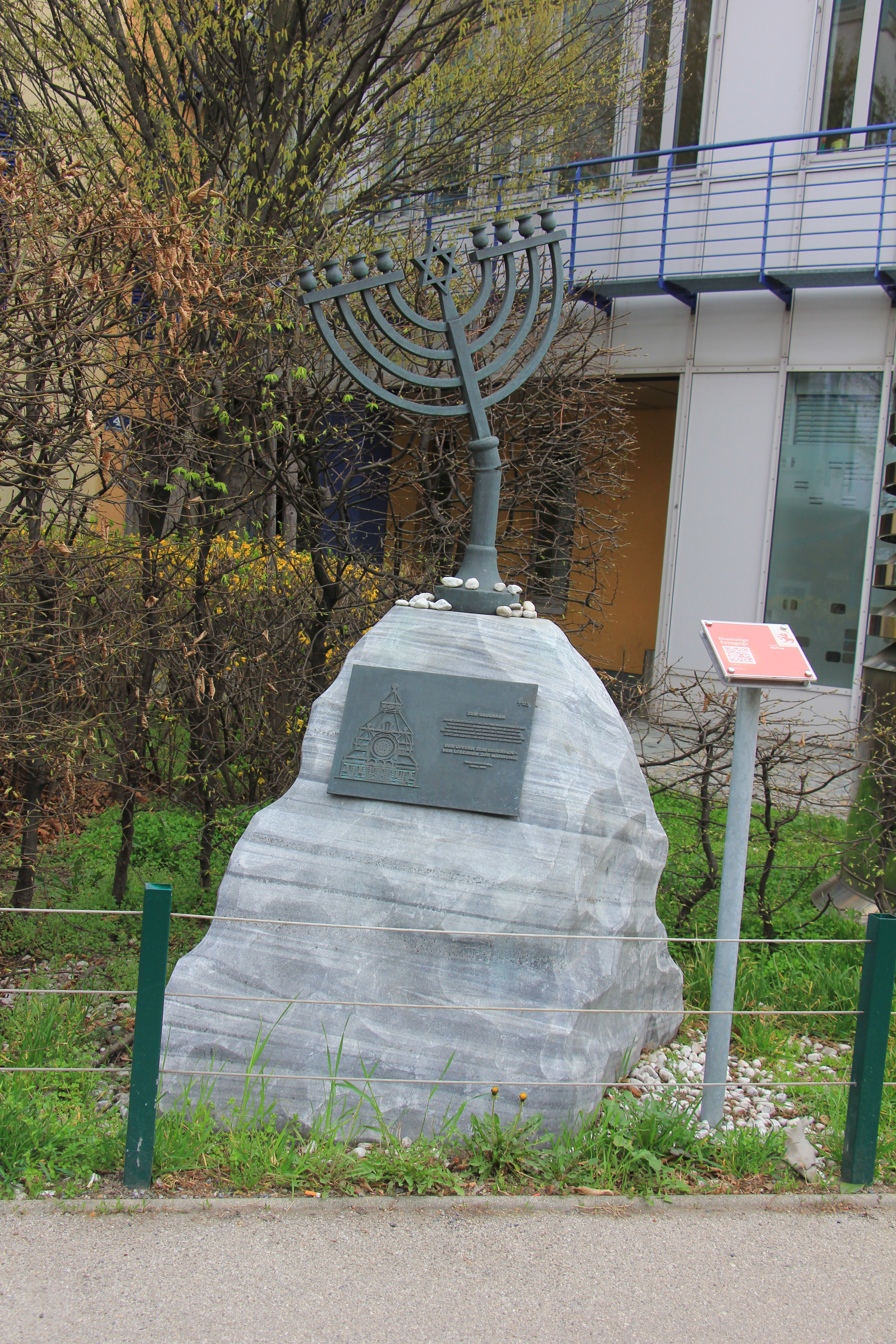
Gedenkstein am straßenseitigen südlichen Grundstücksrand der ehemaligen Synagoge

## Architektur
Das Gebäude bestand aus einer Mischung verschiedener Stile (Neuromanik, Jugendstil). Der Eingangsbereich auf der Westseite war am prachtvollsten ausgeführt. Über den Türen befand sich ein großes Fenster mit dem Davidstern und darüber waren die steinernen Gesetzestafeln. Die beiden Seitenfassaden hatten auf zwei Etagen je drei schmale Fenster. An der Ostseite befand sich eine Apsis mit zwei Fenstern an den Seiten und einem Rundfenster (ebenfalls mit einem Davidstern).
Das Dach war mit Mansarddächern stark gegliedert; in der Mitte über dem Hauptraum war eine imposante Kuppel.
Vom Eingang trat man zunächst in einen Vorraum ein, und von dort in den (quadratischen) Hauptraum, dem Gebetsraum der Männer. Ob es zu der Frauengalerie im ersten Stock ein oder zwei Treppenaufgänge gab, ist nicht bekannt. Die Frauengalerie befand sich entlang drei Seiten (außer an der Ostwand).
Der Toraschrein befand sich in der Apsis an der Ostseite; vor diesem stand die Bima.